# King Perry
Oliver King Perry (* 1920 in Gary, Indiana; † 5. Februar 1990 in Bakersfield, Kalifornien) war ein US-amerikanischer Jazz- und Rhythm-&-Blues-Musiker (Altsaxophon, Klarinette, Gesang) und Bandleader.

## Leben und Wirken
Perry spielte als Kind Geige, bevor er dann auch Bass, Trompete, Schlagzeug und Piano lernte. Schließlich wurde das Altsaxophon sein Hauptinstrument, nachdem er Mitte der 1930er-Jahre Johnny Hodges mit dem Duke Ellington Orchestra gehört hatte. In dieser Zeit war Perry Mitglied der lokalen Band Steel City Melodians. Er besuchte das Storr College in West Virginia, wo er Unterricht in Piano und Arrangement hatte; Anfang der 1940er-Jahre gründete er eine erste eigene Band, mit der er in Detroit und Chicago auftrat. Danach tourte er gemeinsam mit Dorothy Donegan, Scatman Crothers und dem Nat King Cole Trio, bevor er nach Los Angeles gelangte. Seine Band (u. a. mit Wesley Prince) erfuhr dort lokale Popularität, wodurch Perry Gelegenheit zu Plattenaufnahmen für Melodisc bekam. Weitere Aufnahmen entstanden in dieser Zeit mit dem Sänger Duke Henderson, den er mit seiner Band begleitete. 1948 nahm er unter eigenem Namen für Excelsior Records auf, in den frühen 1950er-Jahren eine Reihe von R&B-Titeln u. a. für die Label Specialty, Dot und Deluxe Records. Tom Lord listet seine Beteiligung an 15 Aufnahmesessions von 1945 bis 1954. In seinem Gesang orientierte Perry sich an Vorbildern wie Wynonie Harris, Louis Jordan oder Cab Calloway. In späteren Jahren arbeitete er als Grundstücksmakler, gründete ein eigenes Plattenlabel, Octive Records, und den Musikverlag Royal Attractions; außerdem trat er auf lokaler Ebene als Solist auf. Zuletzt lebte er in Bakersfield, Kalifornien.